# Advanta Championships Philadelphia 2000 - Doppio
Il doppio del torneo di tennis Advanta Championships Philadelphia 2000, facente parte del WTA Tour 2000, ha avuto come vincitrici Martina Hingis e Anna Kurnikova che hanno battuto in finale Lisa Raymond e Rennae Stubbs con il punteggio di 6–2, 7–5.

## Teste di serie
1. Julie Halard /  Ai Sugiyama (semifinali)
2. Martina Hingis /  Anna Kurnikova (campionesse)

1. Lisa Raymond /  Rennae Stubbs (finale)
2. Alexandra Fusai /  Nathalie Tauziat (semifinali)

## Tabellone

### Legenda
| - Q = Qualificato - WC = Wild card - LL = Lucky loser | - ALT = Alternate - SE = Special Exempt - PR = Protected Ranking | - w/o = Walkover - r = Ritirato - d = Squalificato |